# ناحیه آریس
ناحیه آریس (به عربی: دائرة آریس) یک ناحیه در الجزایر است که در استان باتنه واقع شده‌است.